# Mohamed Zemmamouche
Mohamed Lamine Zemmamouche (arab. محمد الأمين زماموش, Muḥammad al-Amīn Zammāmūsh; ur. 2 stycznia 1985 w Mili) – algierski piłkarz grający na pozycji bramkarza.

## Kariera klubowa
Karierę piłkarską Zemmamouche rozpoczął w szkole sportowej Lycee Sportif de Draria. Następnie w 2002 roku rozpoczął treningi w klubie USM Algier, a w 2004 roku awansował do kadry pierwszego zespołu. W sezonie 2004/2005 zadebiutował w jego barwach w pierwszej lidze algierskiej, a od 2005 roku stał się podstawowym bramkarzem klubu. W 2006 i 2007 roku wystąpił w finałach Puchar Algierii, obu przegranych z zespołem MC Algier.
W połowie 2009 roku Zemmamouche został zawodnikiem innego algierskiego zespołu, MC Algier. W sezonie 2009/2010 został z nim mistrzem kraju. W 2011 wrócił do USM Algier. W sezonie 2012/2013 zdobył Puchar Algierii, a w 2014 i 2016 został mistrzem tego kraju.
| Sezon   | Klub       | Kraj     | Rozgrywki            | Mecze | Bramki |
| ------- | ---------- | -------- | -------------------- | ----- | ------ |
| 2003/04 | USM Algier | Algieria | Championnat National | 1     | 0      |
| 2004/05 | USM Algier | Algieria | Championnat National | 4     | 0      |
| 2005/06 | USM Algier | Algieria | Championnat National | 26    | 0      |
| 2006/07 | USM Algier | Algieria | Championnat National | 25    | 0      |
| 2007/08 | USM Algier | Algieria | Championnat National | 12    | 0      |
| 2008/09 | USM Algier | Algieria | Championnat National | ?     | 0      |
| 2009/10 | MC Algier  | Algieria | Championnat National | 27    | 0      |
| 2010/11 | MC Algier  | Algieria | Championnat National | 24    | 0      |
| 2011/12 | USM Algier | Algieria | Championnat National | 28    | 0      |
| 2012/13 | USM Algier | Algieria | Championnat National | 22    | 0      |
| 2013/14 | USM Algier | Algieria | Championnat National | 24    | 0      |
| 2014/15 | USM Algier | Algieria | Championnat National | 24    | 0      |
| 2015/16 | USM Algier | Algieria | Championnat National | 7     | 0      |
| 2016/17 | USM Algier | Algieria | Championnat National | 26    | 0      |
| 2017/18 | USM Algier | Algieria | Championnat National | 25    | 0      |

## Kariera reprezentacyjna
W 2010 roku Zemmamouche został powołany do reprezentacji Algierii na Puchar Narodów Afryki 2010. W kadrze narodowej zadebiutował podczas tego turnieju, 28 stycznia 2010 w meczu z Egiptem (0:4). Na tym turnieju zajął z Algierią 4. miejsce.